# 아씨시의 프란치스코 선교수녀회
아씨시의 프란치스코 선교수녀회(이탈리아어: Suore francescane missionarie di Assisi 수오레 프란체스카네 미시오나리에 디 아시시[*], S.F.M.A.)는 이탈리아 아시시에 본거지를 둔 가톨릭 수녀회이다.